# Brachymyrmex bruchi
Brachymyrmex bruchi är en myrart som beskrevs av Auguste-Henri Forel 1912. Brachymyrmex bruchi ingår i släktet Brachymyrmex och familjen myror.

## Underarter
Arten delas in i följande underarter:
- B. b. bruchi
- B. b. rufipes